# Head-driven phrase structure grammar
HPSG is de afkorting van head-driven phrase structure grammar, een computationeel-taalkundige theorie primair gericht op de beschrijving en verklaring van syntactische en syntactisch-semantische verschijnselen (maar in de loop van de tijd ook uitgebreid met componenten die dieper ingaan op de informatiestructuur, modeltheoretische semantiek en discourse-structuur). 

## Ontstaan
De theorie is opgesteld door de computationeel-taalkundigen Carl Pollard en Ivan A. Sag en ontleend aan lexicalistische theorieën als de lexicaal-functionele grammatica (LFG) en generalized phrase structure grammar (GPSG).

## Theorie
Inhoudelijk is HPSG een lexicalistische theorie waarbij het syntactische hoofd (head) van een zinsdeel bepalend is voor de syntactische opbouw van het zinsdeel als geheel, aangezien het hoofd de subcategorisatie-eigenschappen bevat (een transitief werkwoord selecteert bijvoorbeeld een subject en een direct object). De grammaticale structuur wordt op deze manier geprojecteerd vanuit het lexicon. 
Het HPSG-model is informatie-gebaseerd en hanteert als basistechniek het unificatie-mechanisme. Onder informatie-gebaseerd wordt hier verstaan dat eigenschappen van expressies (vb: woorden, zinsdelen, zinnen) opgenomen worden onder de klasse waar zij toe behoren, analoog aan de normalisatie-theorie voor datamodellering en databaseontwerp. Zo is het hoofd en het subcategorisatie-frame in de basistheorie een eigenschap van de klasse 'Categorie'.
Middels unificatie is het mogelijk om, wanneer twee expressies samengesteld worden, te bepalen welke eigenschappen van deze twee expressies overgenomen worden in de resulterende expressie. De syntactische categorie van  de resulterende expressie wordt bijvoorbeeld bepaald door de syntactische categorie van het hoofd (dat in deze expressie een onderdeel is).
De basistheorie bevat analyses en verklaringen voor verschijnselen als agreement (congruentie), movement (verplaatsing), gapping, island constraints en bindingstheorie.